# Duriavenator
Duriavenator ist eine Gattung von Theropoden-Dinosauriern, die während des Mitteljura, vor etwa 168 Millionen Jahren, im heutigen England lebte. Im Jahr 1882 wurden Ober- und Unterkieferknochen eines Dinosauriers in der Nähe von Sherborne in Dorset gesammelt, und Richard Owen hielt die Fossilien für zur Art Megalosaurus bucklandii gehörend, dem ersten benannten Nicht-Vogel-Dinosaurier. Bis 1964 wurde das Exemplar als zu einer anderen Art gehörend erkannt, und 1974 wurde es als neue Art von Megalosaurus, M. hesperis, beschrieben; der spezifische Name bedeutet 'der Westen' oder 'westlich'. Spätere Forscher stellten in Frage, ob die Art zu Megalosaurus gehörte, in den viele fragmentarische Theropoden aus aller Welt historisch eingeordnet wurden. Nach der Untersuchung der taxonomischen Fragen um Megalosaurus verlegte Roger B. J. Benson M. hesperis 2008 in seine eigene Gattung Duriavenator; dieser Name bedeutet „Dorset-Jäger“.
Duriavenator, der auf eine Länge von 5–7 m (16–23 ft) und ein Gewicht von 1 t (2.200 lb) geschätzt wurde, wurde als mittelgroßer Theropode beschrieben. Duriavenator ist anhand von Merkmalen des Maxillarknochens, dem Hauptknochen des Oberkiefers, unterscheidbar; er hat eine tiefe Rinne auf der oberen Fläche des Jugalprozesses mit zahlreichen pneumatischen (luftgefüllten) Foramina (Öffnungen) und kleinen Foramina am unteren Teil der Fläche, die mit dem Prämaxillarknochen, dem vorderen Knochen des Oberkiefers, verbunden waren. Er hatte etwa vier Zähne im Prämaxillarknochen, etwa 14–16 im dahinter liegenden Maxillarknochen und etwa 14–15 im Dentarknochen des Unterkiefers. Obwohl seine Klassifizierung lange ungewiss war, haben phylogenetische Analysen ab 2010 gezeigt, dass er zu den ältesten tetanuren Theropoden gehört (eine vielfältige Gruppe, die moderne Vögel einschließt) und zur Familie der Megalosauridae gehört. Die langen Zähne am vorderen Teil des Unterkiefers könnten zum Pflücken und Greifen während der Nahrungsaufnahme verwendet worden sein. Duriavenator ist bekannt aus der Oberen Inferior Oolite Formation, die dem Bajocium im Mitteljura zugeordnet wird.

## Entdeckung
Im Jahr 1882 erhielt der britische Wissenschaftler und Geschäftsmann Edward Cleminshaw Schädelknochen und Zähne eines Dinosauriers aus freiliegendem Gestein des Inferior Oolite in Greenhill bei Sherborne in Dorset, England. Blöcke des Steinbruchs wurden für ein Gebäude vorbereitet, als Cleminshaw Fossilien in ihnen auf den rissigen Oberflächen der Steine entdeckte, und alle solchen Steine wurden vom Bauplatz zurückgezogen. Cleminshaw präsentierte die Fossilien 1882 bei einem Treffen des Dorset Natural History and Antiquarian Field Club, wo er die Hoffnung ausdrückte, dass mehr Überreste gefunden werden würden, wenn der Steinbruch weiter bearbeitet würde, und dass er sie dem britischen Naturforscher Richard Owen zur Untersuchung im British Museum senden würde.
Im Jahr 1883 betrachtete Owen diese Fossilien als zu der Art Megalosaurus bucklandii gehörend (unter der mittlerweile veralteten Schreibweise M. bucklandi), die 1824 wissenschaftlich beschrieben und benannt wurde, was ihn zum ersten benannten Nicht-Vogel-Dinosaurier machte. Owen fand, dass sich die Kiefer der damals bekannten Megalosaurus-Exemplare nur in der Größe unterschieden und aufgrund der Ähnlichkeit der Zähne keinen Grund sah, sie in verschiedene Arten aufzuteilen. Der Schädel von Megalosaurus war nur fragmentarisch bekannt, daher halfen diese neuen Fossilien Owen, eine vollständigere Rekonstruktion davon zu erstellen, wobei er die verschiedenen Exemplare unter Anleitung des Schädels eines Warans zusammenfügte. Owen hielt die große Öffnung hinter dem

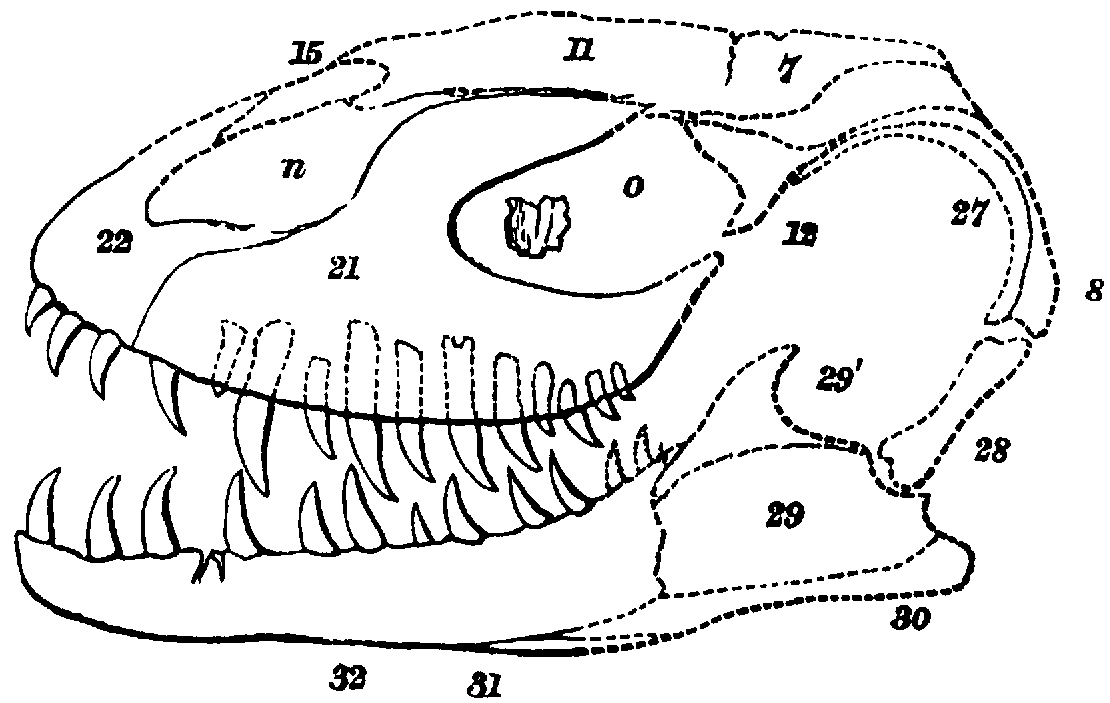
Duriavenator Schädelrekonstruktion von 1883

Maxillarknochen (dem Hauptknochen des Oberkiefers) für die Augenhöhle, während heute bekannt ist, dass es sich um die antorbitale Fenestra handelt, eine große Öffnung vor der Augenhöhle vieler Dinosaurier und ihrer Verwandten.
Das Exemplar (heute katalogisiert als NHM R332 im Natural History Museum in London, früher BMNH) besteht hauptsächlich aus dem vorderen Drittel des Schädels, einschließlich der Prämaxillare (erste Knochen des Oberkiefers), der rechten Maxilla, dem vorderen Teil eines Vomers (ein Knochen in der Mitte des Gaumens), beiden Dentarien (dem zahntragenden Teil des Unterkiefers), dem fragmentarischen rechten Surangular (einem Knochen am hinteren Teil des Unterkiefers), fragmentarischen nicht identifizierten Elementen und zugehörigen Zähnen. Die Maxilla ist in zwei Platten gespalten, wobei die vorderen und hinteren Ränder gebrochen sind, und die Verbindung zwischen Prämaxilla und Maxilla ist mit Gips bedeckt. Das rechte Dentarium ist am vollständigsten, während das linke einen Großteil der vorderen und hinteren Regionen vermissen lässt.

### Neue Spezies und Genus
Der deutsche Paläontologe Friedrich von Huene verwendete das Exemplar als Grundlage für seine Schädelrekonstruktion von Megalosaurus bucklandii (geleitet vom Schädel des Allosaurus) im Jahr 1926 und merkte dabei an, dass viele der dem Gattungsnamen Megalosaurus zugeordneten Formen wahrscheinlich nicht dorthin gehörten. Im Jahr 1964 stellte der britische Paläontologe Alick D. Walker fest, dass das Exemplar zwar allgemein als zu Megalosaurus bucklandii gehörend akzeptiert wurde, aber mehr Zähne im Maxillarknochen hatte, älter war und zumindest auf Artebene unterschiedlich war. Der britische Paläontologe Michael Waldman präparierte das Exemplar weiter in den Jahren 1964–1965 und machte es 1974 zum Holotypus (Grundlage des wissenschaftlichen Namens) einer neuen Art von Megalosaurus, M. hesperis. Die Unterscheidung basierte auf einer höheren Zahnanzahl sowohl im Ober- als auch im Unterkiefer, aber er warnte, dass aufgrund fehlenden Materials keine weiteren Vergleiche möglich seien. Der spezifische Name leitet sich vom griechischen hesperos (Ἑσπερίς) ab, was „der Westen“ oder „westlich“ bedeutet. Er fand, dass sein Dentarium dem von Zanclodon cambrensis ähnlich sei, merkte jedoch taxonomische Probleme mit dieser Art an und verzichtete auf eine weitere Klassifizierung.
In den 1970er Jahren bereiteten die amerikanischen Paläontologen Samuel P. Welles und Jaime Emilio Powell eine Studie über europäische Theropoden vor, in der sie planten, die Art in die neue Gattung „Walkersaurus“ zu verschieben. Der Name blieb unveröffentlicht, während der amerikanische Amateurpaläontologe Stephan Pickering in den 1990er Jahren Kopien einer überarbeiteten Version des Manuskripts an einige Kollegen schickte, aber dies entspricht nicht den Anforderungen des Internationalen Codes der Zoologischen Nomenklatur, und der Name gilt daher als nomen nudum und somit ungültig.
Der britische Paläontologe David B. Norman stellte 1985 fest, dass die Gattung Megalosaurus historisch als „Mülleimer“ für fragmentarische Überreste großer Theropoden aus der ganzen Welt verwendet wurde, die wahrscheinlich nicht zur Gattung gehörten. Im Jahr 1988 listete der amerikanische Paläontologe Gregory S. Paul die Art M. hesperis unter fragmentarischen „theropodischen Kuriositäten“ als Megalosaurus? hesperis (das Fragezeichen deutet auf incertae sedis, unsichere Platzierung), und stellte fest, dass das Material nicht ausreichte, um festzustellen, ob es wirklich zu Megalosaurus gehörte. Der australische Paläontologe Ralph E. Molnar und Kollegen erklärten 1990, dass M. hesperis glaubhaft in Megalosaurus verbleiben könnte, da es M. bucklandii in mehreren Merkmalen ähnelte. Der amerikanische Paläontologe Thomas R. Holtz Jr. fand in einer phylogenetischen Analyse von 2000 verschiedene mögliche Positionen für die Art und bezeichnete sie als „Megalosaurus“ hesperis. Holtz und Kollegen warnten 2004, dass es zwar plausibel sei, es jedoch kein diagnostisches, abgeleitetes Merkmal gab, das die Zuweisung der Art zu Megalosaurus unterstützen könnte, und listeten sie als einen unbenannten Tetanuren (eine vielfältige Gruppe theropodischer Dinosaurier, die moderne Vögel umfasst). Im Jahr 2007 erklärten die britischen Paläontologen Darren Naish und David M. Martill, dass ‘M.’ hesperis zwar eine gültige Art sei, aber wahrscheinlich nicht Megalosaurus zuzuordnen sei und nicht genug Informationen bewahre, um sie zuverlässig innerhalb der Tetanurae zu klassifizieren.
Im Jahr 2008 kamen der britische Paläontologe Roger B. J. Benson und Kollegen zu dem Schluss, dass nur das Lectotyp-Dentarium von Megalosaurus bucklandii zuverlässig der Art zugeordnet werden konnte, wodurch der Name von allen anderen Arten und Exemplaren, die zuvor Megalosaurus zugeordnet wurden, entzogen wurde, als Teil eines Bemühens, die historische Verwirrung um die Gattung zu entwirren. Benson untersuchte später britische Fossilien, die früher M. bucklandii zugeordnet wurden, und stellte fest, dass einige von ihnen doch zur Art gehörten. Ebenfalls 2008 beschrieb Benson den Holotyp von ‘M.’ hesperis neu (unterstützt durch Abgüsse des Blocks vor der Präparation) und identifizierte mehrere Merkmale, die ihn von Megalosaurus und anderen verwandten Theropoden unterschieden, und verlegte ihn in seine eigene Gattung, Duriavenator, wodurch die neue Kombination D. hesperis entstand. Der Gattungsname ist eine Kombination der lateinischen Wörter Duria, „Dorset“, und venator, „Jäger“, im Ganzen „Dorset-Jäger“ oder „Jäger von Dorset“.

## Beschreibung
Duriavenator wird auf eine Länge von 5–7 m (16–23 ft) und ein Gewicht von 1 t (2.200 lb) geschätzt und wurde als mittelgroßer Theropode beschrieben, vergleichbar mit Megalosaurus in der Größe (Größenschätzungen bei unvollständig bekannten Dinosauriern werden von besser bekannten Verwandten abgeleitet). Als Megalosauridae wäre er massiv gebaut gewesen, mit einem großen, niedrigen Kopf, einem kurzen und kräftigen Unterarm und einem breiten und flachen Becken.

Duriavenator Größenvergleich

### Oberkiefer
Die vordere Oberfläche des Holotyp-Prämaxillarknochens ist nach hinten und oben in einem Winkel von etwa 50 Grad relativ zur unteren Kante geneigt, ein Winkel, der mit dem megalosauriden Torvosaurus vergleichbar ist, aber niedriger als bei Dubreuillosaurus und Eustreptospondylus. Obwohl die äußere Seitenoberfläche des Prämaxillarknochens schlecht erhalten ist, sind zufällig verteilte Nährforamina (Öffnungen für Blutgefäße) an seiner Vorderseite sichtbar. Die Knochenoberfläche in der Mitte vorne am Prämaxillarknochen ist flach und von hinten und oben gerichteten Streifen markiert, wo er mit dem anderen Prämaxillarknochen verbunden hätte. Ein Foramen (Öffnung) befindet sich auf der vorderen mittleren Oberfläche, direkt unter dem vorderen Ende der knöchernen Nasenöffnung. Drei prominente Fortsätze (Auswüchse) erstrecken sich von der oberen Seite des Prämaxillarknochens nach hinten. Der unterste davon ist der Gaumenfortsatz, der bei Duriavenator im Vergleich zu anderen basalen (früh abzweigenden) Tetanuren prominent war, und die beiden Fortsätze darüber bilden zusammen einen subnasalen (unterhalb der Nasenöffnung) Prozess. Ein Foramen öffnet sich nach hinten zwischen dem Gaumen- und dem subnasalen Prozess, mit einem weiteren Foramen, das sich direkt dahinter öffnet. Eines dieser Foramina öffnete sich wahrscheinlich in einen Kanal für den Nerv oder das Blutgefäß, das auch in das Foramen auf der Oberfläche der Maxilla fortgesetzt wurde, das mit dem Prämaxillarknochen verbunden war, ein Merkmal, das auch bei Megalosaurus zu sehen ist.
Das Holotyp-Exemplar bewahrt nur zwei Zahnhöhlen in der linken Prämaxilla (die rechte Prämaxilla bewahrt keine), während vor der Präparation des Exemplars vier Prämaxillarzähne berichtet wurden; zwei davon mit erhaltenen Zahnkronen, einer als Querschnitt seiner ursprünglichen Position erhalten und einer als Abdruck eines jugendlichen Zahns. Heute kann diese Anzahl von Zähnen weder direkt am Exemplar noch an Abgüssen davon, die vor der Präparation gemacht wurden, beobachtet werden. Waldman schlug vor, dass es fünf Zahnhöhlen in der Prämaxilla gab, und wenn dies zutrifft, wäre Duriavenator einzigartig unter den Megalosauroiden, die entweder eine niedrigere oder höhere Anzahl von Prämaxillarzähnen haben. Die Oberfläche der Maxilla, die sich mit der Prämaxilla verbindet, ist leicht konkav, und es gibt elf Foramina von je etwa 2 mm (0,08 in) Durchmesser sowie kleinere Foramina auf dem unteren Teil dieser Oberfläche. Solche Foramina fehlen in den meisten basalen Tetanuren, sind aber in Carcharodontosaurus vorhanden, wo sie weiter nach oben reichen als bei Duriavenator, und der Zustand bei Duriavenator wird als Autapomorphie, ein unterscheidendes Merkmal, angesehen.
Der nach vorne gerichtete vordere Prozess der Maxilla ist etwa so lang wie hoch, was im Vergleich zu einigen Theropoden, wie Nicht-Tetanuren, Carcharodontosaurinen und Sinraptoriden, die entweder einen solchen Prozess fehlen oder einen kurzen haben, lang ist. Eine laschenartige Flansch ragt von der Seitenkante des vorderen Prozesses nach vorne, der die Seitenoberfläche der Prämaxilla überlappt haben muss, was ähnlich zu Strukturen ist, die bei Torvosaurus zu sehen sind, aber bei Dubreuillosaurus fehlen. Da ein Teil der Seitenoberfläche der Maxilla an die Gegenplatte haftet, können Details wie Textur und Foramina dort nicht richtig beobachtet werden. Zwei pneumatische (luftgefüllte) Kammern sind durch einen Bruch in der Maxilla in einer Ecke der antorbitalen Fossa (eine Vertiefung vor der antorbitalen Fenestra) zu sehen. Die vorderste dieser Kammern ist die Maxillarfenestra (obwohl sie eher eine Fossa als eine echte Fenestra bildet), und die hinterste Kammer ist die vordere Erweiterung einer pneumatischen Ausgrabung auf der oberen Oberfläche des Jugalprozesses (ein Prozess, der sich mit dem Jugal-Knochen verbindet), die eine tiefe, längliche Rinne mit vielen Foramina bildet. Während solche pneumatischen Ausgrabungen auch in anderen Tetanuren vorhanden sind, bilden sie in diesen zwei fast ovale Ausgrabungen, die nicht weit nach hinten reichen, und der Zustand, der bei Duriavenator zu sehen ist, ist daher ein unterscheidendes Merkmal. Die innenliegende Oberfläche der Maxilla ist glatt, und ein anteromedialer Prozess erstreckt sich von dieser Oberfläche. Der erhaltene Teil des Vomers hat eine ähnliche Morphologie wie der von Allosaurus.
Alle 11 Zahnhöhlen der Maxilla enthalten durchbrechende oder vollständig durchgebrochene Zähne; basierend auf dem Vergleich mit der ähnlichen Maxilla von Dubreuillosaurus könnten 14–16 Zähne im vollständigen Knochen vorhanden gewesen sein, während ein Vergleich basierend auf Megalosaurus weniger als 14 Zähne anzeigen würde. Auf der Innenseite der Maxilla können Ersatzzähne in verschiedenen Entwicklungsstadien zwischen den Interdentalplatten (Knochenplatten zwischen den Zähnen) gesehen werden. Die Zähne sind gekrümmt und gesägt, wie die meisten Theropodenzähne, mit kurzen Sulci (Rillen) zwischen den Sägezähnen. Es gibt 8–9 Sägezähne pro 5 mm (0,2 in) an den vorderen und hinteren Kanten auf halber Höhe der vordersten Zahnkronen und 8–13 an den weiter hinten liegenden Kronen. Die Zähne haben schwache, bandartige Schmelzfalten, die sich zwischen den vorderen und hinteren Schneidekanten der Zähne entlang ihrer äußeren und inneren Oberflächen erstrecken. Die hintere Schneidekante reicht bis zur Basis der Zahnkrone und die vordere Schneidekante erstreckt sich etwa bis zur Hälfte zur Basis der Krone. Die Interdentalplatten sind ungefähr pentagonal und nicht verschmolzen und erstrecken sich bis zum unteren Niveau der Seitenwand der Maxilla. Die höchste Platte befindet sich zwischen der zweiten und dritten Zahnhöhle, und die Platten nehmen in der Höhe vor und hinter dieser ab. Die Innenseiten der Platten sind leicht pockig und haben schwache Streifen.

## Klassifikation
Bis zu seiner Neubeschreibung und Zuordnung zur eigenen Gattung Duriavenator im Jahr 2008 war die höhere Klassifizierung der Art unklar, aufgrund der fragmentarischen Natur ihrer Fossilien und des Mangels an detaillierten Studien. Forscher konnten sie nicht genauer innerhalb der Tetanurae klassifizieren, einer vielfältigen Gruppe von Theropoden, die die Nische der Raubtiere vom Mitteljura bis zum Ende der Kreidezeit dominierten und auch moderne Vögel einschließt. Benson stellte 2008 fest, dass es wichtig sei, den tetanuren Status früher Mitglieder der Gruppe, wie Duriavenator, durch detaillierte Beschreibung und Vergleiche zu bestätigen, damit sie in phylogenetische Analysen einbezogen und die evolutionären Ursprünge der Gruppe untersucht werden könnten. Im Bajocium (ein Stadium des Mitteljura) sind Duriavenator und Magnosaurus einige der ältesten bekannten Tetanuren, wobei vermeintlich ältere Mitglieder der Gruppe fälschlicherweise identifiziert wurden.
Zusätzlich zu seiner Unterscheidung von Megalosaurus (einschließlich Merkmalen wie einer vergrößerten, annähernd kreisförmigen dritten Dentarium-Zahnhöhle und nach vorne geneigten vorderen Dentarium-Zähnen) identifizierte Benson tetanure Merkmale in Duriavenator (einschließlich eines prominenten vorderen Prozesses der Maxilla und bandartigen Schmelzfalten auf den Zähnen) und merkte an, dass er anschließend untersuchen würde, ob die Familie Megalosauridae, zu der es und viele andere britische Theropoden zuvor gruppiert worden waren, eine monophyletische (natürliche) Gruppe sei. Er wies auch auf Unterschiede zu Magnosaurus aus derselben Zeit und demselben Ort hin und betrachtete sie als voneinander verschieden.
2010, nach einer Neubewertung verschiedener historisch Megalosaurus zugeordneter Fossilien, führte Benson eine phylogenetische Analyse durch, die erste, die sich auf basale Tetanuren konzentrierte. Er bestätigte, dass Megalosauroidea (die zuvor auch Spinosauroidea genannt wurde) die beiden Familien Megalosauridae und Spinosauridae umfasste und dass Megalosauridae eine natürliche Gruppe war. Dies war auch das erste Mal, dass Duriavenator in einer solchen Analyse eingeschlossen wurde, und er wurde innerhalb der Megalosauridae in einer basalen Position gefunden. Benson stellte fest, dass fast alle großkörperigen Theropoden aus dem Mitteljura Megalosauroiden waren, mit geografischer Differenzierung unter den Klades, die zeigte, dass endemische Theropodengruppen auf dem Superkontinent Pangaea entstanden, während Megalosauriden in dieser Zeit nur in Europa bekannt waren. Megalosauroide wurden im späten Jura weniger vielfältig und reichlich, als die Nische der großkörperigen Theropoden von Neotetanuren dominiert wurde, was einen faunistischen Wechsel zwischen dem Mittel- und dem späten Jura anzeigt. Megalosauroide überlebten bis in die späte Kreidezeit, als die langgeschnäuzten Spinosauriden relativ vielfältig waren.
Im Jahr 2012 untersuchten der amerikanische Paläontologe Matthew T. Carrano, Benson und Scott D. Sampson die Phylogenie der Tetanurae und fanden heraus, dass Duriavenator in der Unterfamilie Megalosaurinae zusammen mit Megalosaurus und Torvosaurus gruppiert. Sie schlugen vor, dass die Existenz der Tetanuren Duriavenator und Magnosaurus im frühen Mitteljura darauf hindeutet, dass basale Megalosauroiden und Avetheropoden spätestens während des späten frühen Jura evolutionär ausgestrahlt hatten, und dass diese Linien viel weiter zurück in der Zeit reichten, als es der relativ schlechte Fossilienbefund dieser Periode anzeigt. Das folgende Kladogramm zeigt die Position von Duriavenator innerhalb der Megalosauroidea nach Carrano und Kollegen, 2012:
In ihrer Beschreibung des Megalosauriden Wiehenvenator aus dem Jahr 2016 schlossen der deutsche Paläontologe Oliver W. M. Rauhut und Kollegen ein Kladogramm ein, das sie als perfekt übereinstimmend mit dem stratigraphischen Auftreten der darin enthaltenen Taxa fanden. Es zeigte Duriavenator als das basalste Mitglied der Megalosaurinae, was mit seinem älteren, bajozischen Alter übereinstimmte, gefolgt von Megalosaurus aus dem Bathonium, Wiehenvenator aus dem Callovium und schließlich Torvosaurus aus dem Kimmeridgium-Tithonium.

## Palaeobiologie
Benson und Barrett wiesen 2009 darauf hin, dass die Zähne im vorderen Teil des Dentariums bei Duriavenator länger als die im hinteren Bereich waren, kreisförmig im Querschnitt und leicht nach vorne geneigt, und dass solche Heterodontie (Unterschiede in der Zahnmorphologie), die bei Megalosauroiden und einigen anderen Theropoden zu sehen ist, mit dem Pflücken oder präzisen Greifen während der Nahrungsaufnahme in Verbindung gebracht werden kann. Große, fleischfressende Theropoden (wie Tyrannosauriden) haben oft relativ einheitliche, homodonte Zähne. Holtz erklärte 2012, dass leichtere Megalosauriden mit ihren langen, flachen Schnauzen und relativ schwachen Bissen sich auf ihre kräftigen, gut bemuskelten Arme verlassen hätten, um ihre Beute zu fangen und zu töten. Paul schlug 2016 vor, dass Megalosauriden Lauerjäger waren, deren Beute unter anderem Sauropoden und Stegosaurier umfasste.

## Paläoumwelt
Das einzige bekannte Duriavenator-Exemplar wurde aus der geologischen Formation Oberer Inferior Oolite gesammelt, in der Garantiana garantiana-Unterzone der Parkinsonia parkinsoni-Ammonitenzone (Leitfossil-Zonen, die zur stratigraphischen Datierung verwendet werden), die auf das späte Bajocium datiert wird, etwa 168 Millionen Jahre zurückliegt. Diese Einheit besteht aus Kalkstein und Mergel und enthält Fossilien von marinen Wirbellosen. Weitere Dinosaurier aus der Inferior Oolite-Formation in England umfassen den Megalosauriden Magnosaurus, unbestimmte Megalosauriden, unbestimmte Sauropoden, einen unbestimmten Stegosauriden und auch Ornithopoden-Spuren sind bekannt.